# Quatrième circonscription de la Haute-Garonne
La quatrième circonscription de la Haute-Garonne est l'une des 10 circonscriptions législatives françaises que compte le département de la Haute-Garonne (31) situé en région Occitanie.

## Description géographique et démographique

### De 1958 à 1986
Le département avait six circonscriptions.
La quatrième circonscription de la Haute-Garonne  était composée de :
- canton de Cadours
- canton de Grenade-sur-Garonne
- canton de Léguevin
- canton de Toulouse-Ouest

Source : Journal Officiel du 13-14 Octobre 1958.

### De 1988 à 2010
La quatrième circonscription de la Haute-Garonne est délimitée par le découpage électoral de la loi n°86-1197 du 24 novembre 1986
, elle regroupait les divisions administratives suivantes : 
- canton de Toulouse-2,
- canton de Toulouse-3,
- canton de Toulouse-11

C'est la seule circonscription située uniquement sur la commune de Toulouse.
D'après le recensement général de la population en 1999, réalisé par l'Institut national de la statistique et des études économiques, la population totale de cette circonscription est estimée à 92565 habitants,.

### Après le redécoupage de 2010
Depuis le redécoupage de 2010 sa composition est la suivante :
- canton de Toulouse-1,
- canton de Toulouse-3,
- canton de Toulouse-12.

La population totale de cette circonscription est alors estimée à 116 422 habitants

### Après le redécoupage des cantons de 2014
Avec le redécoupage des cantons de 2014 sa composition est devenue :
- canton de Toulouse-1 (en partie),
- canton de Toulouse-2 (en partie),
- canton de Toulouse-3 (en  partie),
- canton de Toulouse-4 (en partie),
- canton de Toulouse-6 (en partie),
- canton de Toulouse-7 (en partie),
- canton de Toulouse-9 (en partie),
- canton de Toulouse-10 (en partie).

## Historique des députations
| Législature | Début de mandat | Fin de mandat   | Député                  | Parti politique             | Observations |
| ----------- | --------------- | --------------- | ----------------------- | --------------------------- | --- |
| IXe         | 23 juin 1988    | 1er avril 1993  | Robert Loïdi            | PS                          | |
| Xe          | 2 avril 1993    | 21 avril 1997   | Jean Diebold,           | RPR,                        | Adjoint au maire de Toulouse Conseiller Général du Canton de Toulouse 3 Mandat écourté à la suite d'une dissolution parlementaire décidée par Jacques Chirac. |
| XIe         | 12 juin 1997    | 18 juin 2002    | Yvette Benayoun-Nakache | PS                          | |
| XIIe        | 19 juin 2002    | 19 juin 2007    | Jean Diebold,           | UMP,                        | Adjoint au maire de Toulouse |
| XIIIe       | 20 juin 2007    | 19 juin 2012    | Martine Martinel,       | PS,                         | Conseillère Général du Canton de Toulouse 3 |
| XIVe        | 20 juin 2012    | 20 juin 2017    | Martine Martinel        | PS                          | Conseiller Général du Canton de Toulouse 3 |
| XVe         | 21 juin 2017    | 28 février 2022 | Mickaël Nogal           | LREM                        | Démission. |
| XVIe        | 22 juin 2022    | 9 juin 2024     | François Piquemal       | LFI-NUPES                   | Conseiller municipal de Toulouse Mandat écourté à la suite d'une dissolution parlementaire décidée par Emmanuel Macron.                                       |
| XVIIe       | 8 juillet 2024  | En cours        | François Piquemal       | LFI-Nouveau Front populaire | |

## Historique des élections

### Élections de 1958
| Candidat       | Candidat           | Parti          | Premier tour | Premier tour | Second tour | Second tour |  |
| Candidat       | Candidat           | Parti          | Voix         | %            | Voix        | %           |  |
| -------------- | ------------------ | -------------- | ------------ | ------------ | ----------- | ----------- |  |
|                | Eugène Montel élu  | SFIO           | 11 546       | 30,24        | 15 096      | 39,35       |  |
|                | Jean Llante        | PCF            | 7 780        | 20,38        | 8 114       | 21,15       |  |
|                | André Mathieu      | UNR            | 6 155        | 16,12        | 10 920      | 28,46       |  |
|                | Georges Brunet     | Radsoc         | 5 233        | 13,71        | Retrait     | Retrait     |  |
|                | André Bourret      | CNIP           | 5 073        | 13,29        | 4 234       | 11,04       |  |
|                | Sylvain Marcaillou | UFF            | 1 013        | 2,65         |             |             |  |
|                | Raoul Séveillac    | CR             | 969          | 2,54         |             |             |  |
|                | Roger Niclot       | Modérés        | 406          | 1,06         |             |             |  |
|                |                    |                |              |              |             |             |  |
| Inscrits       | Inscrits           | Inscrits       | 52 641       | 100,00       | 52 649      | 100,00      |  |
| Abstentions    | Abstentions        | Abstentions    | 13 226       | 25,12        | 13 524      | 25,69       |  |
| Votants        | Votants            | Votants        | 39 415       | 74,88        | 39 125      | 74,31       |  |
| Blancs et nuls | Blancs et nuls     | Blancs et nuls | 1 240        | 3,15         | 761         | 1,95        |  |
| Exprimés       | Exprimés           | Exprimés       | 38 175       | 96,85        | 38 364      | 98,05       |  |

Le suppléant d'Eugène Montel était Jean Dardé, maire de Cugnaux.

### Élections de 1962
| Candidat       | Candidat                    | Parti          | Premier tour | Premier tour | Second tour | Second tour |  |
| Candidat       | Candidat                    | Parti          | Voix         | %            | Voix        | %           |  |
| -------------- | --------------------------- | -------------- | ------------ | ------------ | ----------- | ----------- |  |
|                | Eugène Montel sortant réélu | SFIO           | 14 537       | 37,04        | 26 456      | 65,56       |  |
|                | André Mathieu               | UNR-UDT        | 10 383       | 26,46        | 13 897      | 34,44       |  |
|                | Pierre Segouffin            | PCF            | 8 227        | 20,96        | Retrait     | Retrait     |  |
|                | Achille Auban               | PSU            | 3 209        | 8,18         | Retrait     | Retrait     |  |
|                | Pierre Delnomdedieu         | Extrême droite | 2 239        | 5,7          | Retrait     | Retrait     |  |
|                | Sylvain Marcaillou          | UFF            | 652          | 1,66         |             |             |  |
|                |                             |                |              |              |             |             |  |
| Inscrits       | Inscrits                    | Inscrits       | 59 286       | 100,00       | 59 287      | 100,00      |  |
| Abstentions    | Abstentions                 | Abstentions    | 18 723       | 31,58        | 17 299      | 29,18       |  |
| Votants        | Votants                     | Votants        | 40 563       | 68,42        | 41 988      | 70,82       |  |
| Blancs et nuls | Blancs et nuls              | Blancs et nuls | 1 316        | 3,24         | 1 635       | 3,89        |  |
| Exprimés       | Exprimés                    | Exprimés       | 39 247       | 96,76        | 40 353      | 96,11       |  |

Le suppléant d'Eugène Montel était Jean Dardé. Jean Dardé remplaça Eugène Montel, décédé, du 22 janvier 1966 au 2 avril 1967.

### Élections de 1967
| Candidat       | Candidat                 | Parti          | Premier tour | Premier tour | Second tour | Second tour |  |
| Candidat       | Candidat                 | Parti          | Voix         | %            | Voix        | %           |  |
| -------------- | ------------------------ | -------------- | ------------ | ------------ | ----------- | ----------- |  |
|                | Jean Dardé sortant réélu | FGDS (SFIO)    | 17 366       | 31,54        | 35 412      | 64,59       |  |
|                | Thadée Diffre            | UD-Ve          | 15 462       | 28,08        | 19 416      | 35,41       |  |
|                | Pierre Segouffin         | PCF            | 11 397       | 20,7         | Retrait     | Retrait     |  |
|                | Marius Soler             | CD (PDM)       | 4 624        | 8,4          |             |             |  |
|                | Achille Auban            | PSU            | 3 728        | 6,77         |             |             |  |
|                | Raoul Malka              | Extrême droite | 1 788        | 3,25         |             |             |  |
|                | Marcel Petitjean         | Soc.ind.       | 698          | 1,27         |             |             |  |
|                |                          |                |              |              |             |             |  |
| Inscrits       | Inscrits                 | Inscrits       | 71 008       | 100,00       | 71 004      | 100,00      |  |
| Abstentions    | Abstentions              | Abstentions    | 14 602       | 20,56        | 14 556      | 20,5        |  |
| Votants        | Votants                  | Votants        | 56 406       | 79,44        | 56 448      | 79,5        |  |
| Blancs et nuls | Blancs et nuls           | Blancs et nuls | 1 343        | 2,38         | 1 620       | 2,87        |  |
| Exprimés       | Exprimés                 | Exprimés       | 55 063       | 97,62        | 54 828      | 97,13       |  |

Le suppléant de Jean Dardé était Alex Raymond, directeur de société, conseiller général du canton de Toulouse-Ouest, maire de Colomiers.

### Élections de 1968
| Candidat       | Candidat                 | Parti          | Premier tour | Premier tour | Second tour | Second tour |  |
| Candidat       | Candidat                 | Parti          | Voix         | %            | Voix        | %           |  |
| -------------- | ------------------------ | -------------- | ------------ | ------------ | ----------- | ----------- |  |
|                | Thadée Diffre            | UDR (URP)      | 17 693       | 31,75        | 23 314      | 43,5        |  |
|                | Jean Dardé sortant réélu | FGDS (SFIO)    | 17 247       | 30,95        | 30 285      | 56,5        |  |
|                | Robert Boules            | PCF            | 10 287       | 18,46        | Retrait     | Retrait     |  |
|                | Armand Vigneu            | RI             | 4 108        | 7,37         |             |             |  |
|                | Marius Soler             | CD (PDM)       | 4 008        | 7,19         |             |             |  |
|                | Roger Daubon             | PSU            | 2 385        | 4,28         |             |             |  |
|                |                          |                |              |              |             |             |  |
| Inscrits       | Inscrits                 | Inscrits       | 71 575       | 100,00       | 71 577      | 100,00      |  |
| Abstentions    | Abstentions              | Abstentions    | 14 884       | 20,79        | 16 692      | 23,32       |  |
| Votants        | Votants                  | Votants        | 56 691       | 79,21        | 54 885      | 76,68       |  |
| Blancs et nuls | Blancs et nuls           | Blancs et nuls | 963          | 1,7          | 1 286       | 2,34        |  |
| Exprimés       | Exprimés                 | Exprimés       | 55 728       | 98,3         | 53 599      | 97,66       |  |

Le suppléant de Jean Dardé était Alex Raymond.

### Élections de 1973
| Candidat       | Candidat         | Parti          | Premier tour | Premier tour | Second tour | Second tour |  |
| Candidat       | Candidat         | Parti          | Voix         | %            | Voix        | %           |  |
| -------------- | ---------------- | -------------- | ------------ | ------------ | ----------- | ----------- |  |
|                | Alex Raymond élu | PS (UGSD)      | 27 197       | 38,65        | 44 807      | 63,27       |  |
|                | Michel Valdiguié | CDP (URP)      | 18 551       | 26,36        | 26 011      | 36,73       |  |
|                | Pierre Segouffin | PCF            | 14 451       | 20,54        | Retrait     | Retrait     |  |
|                | Marius Soler     | CD (MR)        | 4 698        | 6,68         |             |             |  |
|                | Robert Roig      | LO             | 2 085        | 2,96         |             |             |  |
|                | René Segond      | Divers (GO)    | 1 880        | 2,67         |             |             |  |
|                | E.G Combaud      | Divers droite  | 1 502        | 2,13         |             |             |  |
|                |                  |                |              |              |             |             |  |
| Inscrits       | Inscrits         | Inscrits       | 87 793       | 100,00       | 87 792      | 100,00      |  |
| Abstentions    | Abstentions      | Abstentions    | 15 611       | 17,78        | 14 867      | 16,93       |  |
| Votants        | Votants          | Votants        | 72 182       | 82,22        | 72 925      | 83,07       |  |
| Blancs et nuls | Blancs et nuls   | Blancs et nuls | 1 818        | 2,52         | 2 107       | 2,89        |  |
| Exprimés       | Exprimés         | Exprimés       | 70 364       | 97,48        | 70 818      | 97,11       |  |

Le suppléant d'Alex Raymond était Jean Vauchère, cadre à la Sécurité sociale, Premier adjoint au maire de Colomiers.

### Élections de 1978
| Candidat       | Candidat                   | Parti          | Premier tour | Premier tour | Second tour | Second tour |  |
| Candidat       | Candidat                   | Parti          | Voix         | %            | Voix        | %           |  |
| -------------- | -------------------------- | -------------- | ------------ | ------------ | ----------- | ----------- |  |
|                | Alex Raymond sortant réélu | PS             | 31 997       | 34,71        | 59 375      | 63,58       |  |
|                | José Guerrero              | PCF            | 19 677       | 21,35        | Retrait     | Retrait     |  |
|                | Jean Diebold               | RPR            | 15 235       | 16,53        | 34 013      | 36,42       |  |
|                | Christian Garcia-Cavalié   | UDF (PR)       | 12 120       | 13,15        | Retrait     | Retrait     |  |
|                | Roland Lenormand           | Écologie 78    | 4 442        | 4,82         |             |             |  |
|                | Jacques Lévy               | MRG            | 4 005        | 4,35         |             |             |  |
|                | Michel Simonnot            | MDD            | 1 670        | 1,81         |             |             |  |
|                | Robert Roig                | LO             | 1 179        | 1,28         |             |             |  |
|                | Pierre Rousse              | PSU (FA)       | 1 082        | 1,17         |             |             |  |
|                | Marie-Laure Daumas         | LCR            | 542          | 0,59         |             |             |  |
|                | Cécile Desachy             | UOPDP          | 222          | 0,24         |             |             |  |
|                |                            |                |              |              |             |             |  |
| Inscrits       | Inscrits                   | Inscrits       | 112 749      | 100,00       | 112 740     | 100,00      |  |
| Abstentions    | Abstentions                | Abstentions    | 18 911       | 16,77        | 17 124      | 15,19       |  |
| Votants        | Votants                    | Votants        | 93 838       | 83,23        | 95 616      | 84,81       |  |
| Blancs et nuls | Blancs et nuls             | Blancs et nuls | 1 667        | 1,78         | 2 228       | 2,33        |  |
| Exprimés       | Exprimés                   | Exprimés       | 92 171       | 98,22        | 93 388      | 97,67       |  |

Le suppléant d'Alex Raymond était Jean Vauchère.

### Élections de 1981
|                | Alex Raymond sortant réélu | PS             | 44 619  | 55,25  |  |  |  |
|                | Jean Diebold               | RPR (UNM)      | 15 358  | 19,02  |  |  |  |
|                | René Piquet                | PCF            | 12 243  | 15,16  |  |  |  |
|                | Richard Jurasz             | UDF (PR)       | 6 102   | 7,56   |  |  |  |
|                | Jean-Claude Gallard        | PSU            | 1 380   | 1,71   |  |  |  |
|                | Robert Roig                | LO             | 1 058   | 1,31   |  |  |  |
|                |                            |                |         |        |  |  |  |
| Inscrits       | Inscrits                   | Inscrits       | 121 657 | 100,00 |  |  |  |
| Abstentions    | Abstentions                | Abstentions    | 39 435  | 32,41  |  |  |  |
| Votants        | Votants                    | Votants        | 82 222  | 67,59  |  |  |  |
| Blancs et nuls | Blancs et nuls             | Blancs et nuls | 1 462   | 1,78   |  |  |  |
| Exprimés       | Exprimés                   | Exprimés       | 80 760  | 98,22  |  |  |  |

Le suppléant d'Alex Raymond était Jean Vauchère.

### Élections de 1988
| Candidat                      | Candidat             | Parti               | Premier tour | Premier tour | Second tour | Second tour |  |
| Candidat                      | Candidat             | Parti               | Voix         | %            | Voix        | %           |  |
| ----------------------------- | -------------------- | ------------------- | ------------ | ------------ | ----------- | ----------- |  |
|                               | Jean Diebold sortant | Divers droite (URC) | 12 537       | 41,54        | 15 574      | 48,58       |  |
|                               | Robert Loïdi élu     | PS                  | 12 057       | 39,95        | 16 482      | 51,42       |  |
|                               | Alain Sorbara        | FN                  | 2 752        | 9,12         |             |             |  |
|                               | René Piquet          | PCF                 | 2 644        | 8,76         |             |             |  |
|                               | Sylvia Mailleux      | Extrême gauche      | 188          | 0,62         |             |             |  |
|                               |                      |                     |              |              |             |             |  |
| Inscrits                      | Inscrits             | Inscrits            | 51 295       | 100,00       | 51 290      | 100,00      |  |
| Abstentions                   | Abstentions          | Abstentions         | 20 748       | 40,45        | 18 739      | 36,54       |  |
| Votants                       | Votants              | Votants             | 30 547       | 59,55        | 32 551      | 63,46       |  |
| Blancs et nuls                | Blancs et nuls       | Blancs et nuls      | 369          | 1,21         | 495         | 1,52        |  |
| Exprimés                      | Exprimés             | Exprimés            | 30 178       | 98,79        | 32 056      | 98,48       |  |
| Source : Data.gouv et CEVIPOF |                      |                     |              |              |             |             |  |

Le suppléant de Robert Loïdi était Jean-Jacques Mirassou, chirurgien-dentiste à Toulouse.

### Élections de 1993
| Candidat                      | Candidat             | Parti          | Premier tour | Premier tour | Second tour | Second tour |  |
| Candidat                      | Candidat             | Parti          | Voix         | %            | Voix        | %           |  |
| ----------------------------- | -------------------- | -------------- | ------------ | ------------ | ----------- | ----------- |  |
|                               | Jean Diebold élu     | RPR (UPF)      | 13 704       | 45,26        | 16 772      | 58,47       |  |
|                               | Robert Loïdi sortant | PS             | 6 049        | 19,98        | 11 912      | 41,53       |  |
|                               | Bernard Antony       | FN             | 3 733        | 12,33        |             |             |  |
|                               | Michel Mustin        | GÉ (EÉ)        | 2 602        | 8,59         |             |             |  |
|                               | Sylviane Ainardi     | PCF            | 2 174        | 7,18         |             |             |  |
|                               | Henri Sanchez        | LT-LNÉ         | 756          | 2,5          |             |             |  |
|                               | Frédéric Borras      | LCR            | 475          | 1,57         |             |             |  |
|                               | Robert Roig          | LO             | 461          | 1,52         |             |             |  |
|                               | Thierry Dupin        | PT             | 206          | 0,68         |             |             |  |
|                               | Marie-France Graude  | PLN            | 120          | 0,4          |             |             |  |
|                               |                      |                |              |              |             |             |  |
| Inscrits                      | Inscrits             | Inscrits       | 50 284       | 100,00       | 50 285      | 100,00      |  |
| Abstentions                   | Abstentions          | Abstentions    | 18 684       | 37,16        | 19 670      | 39,12       |  |
| Votants                       | Votants              | Votants        | 31 600       | 62,84        | 30 615      | 60,88       |  |
| Blancs et nuls                | Blancs et nuls       | Blancs et nuls | 1 320        | 4,18         | 1 931       | 6,31        |  |
| Exprimés                      | Exprimés             | Exprimés       | 30 280       | 95,82        | 28 684      | 93,69       |  |
| Source : Data.gouv et CEVIPOF |                      |                |              |              |             |             |  |

Le suppléant de Jean Diebold était Jean-Pierre Lloret, cadre, adjoint UDF au maire de Toulouse.

### Élections de 1997
| Candidat       | Candidat                     | Parti          | Premier tour | Premier tour | Second tour | Second tour |  |
| Candidat       | Candidat                     | Parti          | Voix         | %            | Voix        | %           |  |
| -------------- | ---------------------------- | -------------- | ------------ | ------------ | ----------- | ----------- |  |
|                | Jean Diebold sortant         | RPR            | 10 071       | 34,38        | 15 254      | 49,6        |  |
|                | Yvette Benayoun-Nakache élue | PS (Les Verts) | 8 788        | 30           | 15 503      | 50,4        |  |
|                | Jean-Pascal Serbera          | FN             | 4 008        | 13,68        |             |             |  |
|                | Sylviane Ainardi             | PCF            | 2 465        | 8,42         |             |             |  |
|                | Robert Roig                  | LO             | 790          | 2,7          |             |             |  |
|                | Luc Licari                   | GÉ             | 757          | 2,58         |             |             |  |
|                | Frédéric Borras              | LCR            | 657          | 2,24         |             |             |  |
|                | Marc Beaume                  | LDI (MPF)      | 472          | 1,61         |             |             |  |
|                | Catherine Monnier            | US4J           | 420          | 1,43         |             |             |  |
|                | Yves Lévy                    | LT-LNÉ         | 341          | 1,16         |             |             |  |
|                | Charles Lay                  | SÉGA           | 267          | 0,91         |             |             |  |
|                | Brigitte Deltorn             | IR             | 157          | 0,54         |             |             |  |
|                | Jean-Luc Wahl                | Extrême droite | 63           | 0,54         |             |             |  |
|                | Marie-France Graude          | Divers         | 34           | 0,12         |             |             |  |
|                | Françoise Baritel            | PLN            | 0            | 0            |             |             |  |
|                |                              |                |              |              |             |             |  |
| Inscrits       | Inscrits                     | Inscrits       | 49 746       | 100,00       | 49 736      | 100,00      |  |
| Abstentions    | Abstentions                  | Abstentions    | 19 420       | 39,04        | 17 559      | 35,3        |  |
| Votants        | Votants                      | Votants        | 30 326       | 60,96        | 32 177      | 64,7        |  |
| Blancs et nuls | Blancs et nuls               | Blancs et nuls | 1 036        | 3,42         | 1 420       | 4,41        |  |
| Exprimés       | Exprimés                     | Exprimés       | 29 290       | 96,58        | 30 757      | 95,59       |  |

Le suppléant d'Yvette Benayoun-Nakache était Pierre Boyer, EELV, postier.

### Élections de 2002
| Candidat       | Candidat                         | Parti            | Premier tour | Premier tour | Second tour | Second tour |  |
| Candidat       | Candidat                         | Parti            | Voix         | %            | Voix        | %           |  |
| -------------- | -------------------------------- | ---------------- | ------------ | ------------ | ----------- | ----------- |  |
|                | Jean Diebold élu                 | UMP              | 13 228       | 40,82        | 15 029      | 50,88       |  |
|                | Yvette Benayoun-Nakache sortante | PS               | 11 022       | 34,01        | 14 511      | 49,12       |  |
|                | Nadine Séguélas                  | FN               | 2 707        | 8,35         |             |             |  |
|                | Danielle Charles                 | Les Verts        | 1 655        | 5,11         |             |             |  |
|                | Stéphane Borras                  | LCR              | 1 000        | 3,09         |             |             |  |
|                | Gilles Chinour                   | PCF              | 854          | 2,64         |             |             |  |
|                | Alain Pécastaing                 | Pôle républicain | 421          | 1,3          |             |             |  |
|                | Charles Lay                      | Extrême gauche   | 363          | 1,12         |             |             |  |
|                | Robert Roig                      | LO               | 208          | 0,64         |             |             |  |
|                | Alain Fonvieille                 | MNR              | 192          | 0,59         |             |             |  |
|                | Geneviève Barrau                 | GÉ               | 180          | 0,56         |             |             |  |
|                | Marie-Bernadette Delard          | MHAN             | 179          | 0,55         |             |             |  |
|                | Jacky Phalippou                  | Régionaliste     | 140          | 0,43         |             |             |  |
|                | Claude Barousse                  | CPNT             | 136          | 0,42         |             |             |  |
|                | Thierry Dupin                    | PT               | 52           | 0,16         |             |             |  |
|                | Jean-Claude Michavila            | Cap21            | 52           | 0,16         |             |             |  |
|                | Antoinette Moll                  | Divers           | 20           | 0,06         |             |             |  |
|                |                                  |                  |              |              |             |             |  |
| Inscrits       | Inscrits                         | Inscrits         | 50 341       | 100,00       | 50 340      | 100,00      |  |
| Abstentions    | Abstentions                      | Abstentions      | 17 466       | 34,7         | 19 872      | 39,48       |  |
| Votants        | Votants                          | Votants          | 32 875       | 65,3         | 30 468      | 60,52       |  |
| Blancs et nuls | Blancs et nuls                   | Blancs et nuls   | 466          | 1,42         | 928         | 3,05        |  |
| Exprimés       | Exprimés                         | Exprimés         | 32 409       | 98,58        | 29 540      | 96,95       |  |

Le suppléant de Jean Diebold était Jean-Pierre Lloret.

### Élections de 2007
| Candidat       | Candidat               | Parti          | Premier tour | Premier tour | Second tour | Second tour |  |
| Candidat       | Candidat               | Parti          | Voix         | %            | Voix        | %           |  |
| -------------- | ---------------------- | -------------- | ------------ | ------------ | ----------- | ----------- |  |
|                | Jean Diebold sortant   | UMP            | 11 807       | 36,96        | 13 689      | 43,54       |  |
|                | Martine Martinel élue  | PS             | 9 271        | 29,02        | 17 752      | 56,46       |  |
|                | André Gallego          | UDF–MoDem      | 3 005        | 9,41         |             |             |  |
|                | François Simon         | SÉGA           | 2 111        | 6,61         |             |             |  |
|                | Danielle Charles       | Les Verts      | 1 245        | 3,9          |             |             |  |
|                | Michèle Guerin         | FN             | 1 008        | 3,16         |             |             |  |
|                | Marie Neuville         | LCR            | 988          | 3,09         |             |             |  |
|                | Monique Durrieu        | PCF            | 956          | 2,99         |             |             |  |
|                | Christian Etelin       | Divers gauche  | 610          | 1,91         |             |             |  |
|                | Marie-Laurence Gaillot | Divers         | 239          | 0,75         |             |             |  |
|                | Fabrice Guin           | Divers         | 228          | 0,71         |             |             |  |
|                | Thierry Cotelle        | MRC            | 219          | 0,69         |             |             |  |
|                | Robert Roig            | LO             | 141          | 0,44         |             |             |  |
|                | Philippe Rouzet        | AL             | 93           | 0,29         |             |             |  |
|                | Christophe Coudert     | Divers         | 24           | 0,08         |             |             |  |
|                | Hélène Joseph          | Divers         | 0            | 0            |             |             |  |
|                |                        |                |              |              |             |             |  |
| Inscrits       | Inscrits               | Inscrits       | 55 578       | 100,00       | 55 578      | 100,00      |  |
| Abstentions    | Abstentions            | Abstentions    | 23 292       | 41,91        | 23 385      | 42,08       |  |
| Votants        | Votants                | Votants        | 32 286       | 58,09        | 32 193      | 57,92       |  |
| Blancs et nuls | Blancs et nuls         | Blancs et nuls | 341          | 1,06         | 752         | 2,34        |  |
| Exprimés       | Exprimés               | Exprimés       | 31 945       | 98,94        | 31 441      | 97,66       |  |

Le suppléant de Martine Martinel était Jean-Louis Llorca, conseiller général du canton de Toulouse-11.

### Élections de 2012
| Candidat       | Candidat                         | Parti                         | Premier tour | Premier tour | Second tour | Second tour |  |
| Candidat       | Candidat                         | Parti                         | Voix         | %            | Voix        | %           |  |
| -------------- | -------------------------------- | ----------------------------- | ------------ | ------------ | ----------- | ----------- |  |
|                | Martine Martinel sortante réélue | PS                            | 14 696       | 42,13        | 21 051      | 65,91       |  |
|                | Bertrand Serp                    | UMP                           | 7 419        | 21,27        | 10 887      | 34,09       |  |
|                | Monique Durrieu                  | FG (PCF)                      | 3 316        | 9,51         |             |             |  |
|                | Sabrina Bazouin                  | RBM (FN)                      | 3 112        | 8,92         |             |             |  |
|                | Régis Godec                      | EÉLV (POC)                    | 2 764        | 7,92         |             |             |  |
|                | Stéphane Diebold                 | diss. UMP                     | 1 001        | 2,87         |             |             |  |
|                | Yvette Benayoun Nakache          | CpF (MoDem)                   | 641          | 1,84         |             |             |  |
|                | Philippe Mattei                  | Pirate                        | 515          | 1,48         |             |             |  |
|                | Alexandre Trillou                | AC                            | 402          | 1,15         |             |             |  |
|                | Sandy Velasco                    | AÉI                           | 318          | 0,91         |             |             |  |
|                | Hégoa Garay                      | NPA                           | 220          | 0,63         |             |             |  |
|                | Sandra Mourgues                  | LGM (PRV, NC)                 | 192          | 0,55         |             |             |  |
|                | Patrick Marcireau                | LO                            | 104          | 0,30         |             |             |  |
|                | David Veysseyre                  | Divers (Mouvement anti-radar) | 69           | 0,20         |             |             |  |
|                | Thierry Dupin                    | POI                           | 60           | 0,17         |             |             |  |
|                | Cédric Gougeon                   | S&P                           | 54           | 0,15         |             |             |  |
|                |                                  |                               |              |              |             |             |  |
| Inscrits       | Inscrits                         | Inscrits                      | 66 108       | 100,00       | 66 103      | 100,00      |  |
| Abstentions    | Abstentions                      | Abstentions                   | 30 870       | 46,7         | 33 204      | 50,23       |  |
| Votants        | Votants                          | Votants                       | 35 238       | 53,3         | 32 899      | 49,77       |  |
| Blancs et nuls | Blancs et nuls                   | Blancs et nuls                | 355          | 1,01         | 961         | 2,92        |  |
| Exprimés       | Exprimés                         | Exprimés                      | 34 883       | 98,99        | 31 938      | 97,08       |  |

Le suppléant de Martine Martinel était Jean-Louis Llorca.

### Élections de 2017
Les élections législatives françaises de 2017 ont lieu les dimanches 11 et 18 juin 2017.
|                                                                                   |                                                                                |                           |                           |                          |                          |
|                                                                                   |                                                                                | Premier tour 11 juin 2017 | Premier tour 11 juin 2017 | Second tour 18 juin 2017 | Second tour 18 juin 2017 |
|                                                                                   |                                                                                |                           |                           |                          |                          |
|                                                                                   |                                                                                | Nombre                    | % des inscrits            | Nombre                   | % des inscrits           |
| Inscrits                                                                          | Inscrits                                                                       | 69 348                    | 100,00                    | 69 348                   | 100,00                   |
| Abstentions                                                                       | Abstentions                                                                    | 36 370                    | 52,45                     | 40 870                   | 58,93                    |
| Votants                                                                           | Votants                                                                        | 32 978                    | 47,55                     | 28 478                   | 41,07                    |
|                                                                                   |                                                                                |                           | % des votants             |                          | % des votants            |
| Bulletins blancs                                                                  | Bulletins blancs                                                               | 325                       | 0,99                      | 1 557                    | 5,47                     |
| Bulletins nuls                                                                    | Bulletins nuls                                                                 | 154                       | 0,47                      | 614                      | 2,16                     |
| Suffrages exprimés                                                                | Suffrages exprimés                                                             | 32 499                    | 98,55                     | 26 307                   | 92,38                    |
|                                                                                   |                                                                                |                           |                           |                          |                          |
| Candidat Étiquette politique (partis et alliances)                                | Candidat Étiquette politique (partis et alliances)                             | Voix                      | % des exprimés            | Voix                     | % des exprimés           |
|                                                                                   |                                                                                |                           |                           |                          |                          |
|                                                                                   | Mickaël Nogal La République en marche                                          | 11 722                    | 36,07                     | 13 657                   | 51,91                    |
|                                                                                   | Liêm Hoang-Ngoc La France insoumise                                            | 6 832                     | 21,02                     | 12 650                   | 48,09                    |
|                                                                                   | Bertrand Serp Les Républicains (Union des démocrates et indépendants)          | 4 310                     | 13,26                     |                          |                          |
|                                                                                   | Martine Martinel (députée sortante) Parti socialiste (Parti radical de gauche) | 3 297                     | 10,14                     |                          |                          |
|                                                                                   | Maïthé Carsalade Front national                                                | 2 189                     | 6,74                      |                          |                          |
|                                                                                   | Élisabeth Matak Europe Écologie Les Verts                                      | 2 144                     | 6,60                      |                          |                          |
|                                                                                   | Luc Ripoll Parti communiste français                                           | 529                       | 1,63                      |                          |                          |
|                                                                                   | David Amar #MaVoix                                                             | 340                       | 1,05                      |                          |                          |
|                                                                                   | Nina Merciez Parti animaliste                                                  | 338                       | 1,04                      |                          |                          |
|                                                                                   | Fatiha Merchougui Union populaire républicaine                                 | 224                       | 0,69                      |                          |                          |
|                                                                                   | Julienne Mukabucyana Le Bien commun                                            | 165                       | 0,51                      |                          |                          |
|                                                                                   | Patrick Marcireau Lutte ouvrière                                               | 138                       | 0,42                      |                          |                          |
|                                                                                   | Fatiha Boudjahlat Mouvement républicain et citoyen                             | 114                       | 0,35                      |                          |                          |
|                                                                                   | Mustafa Demirel Parti égalité et justice                                       | 76                        | 0,23                      |                          |                          |
|                                                                                   | Julian Menendez Gonzalez Parti ouvrier indépendant démocratique                | 43                        | 0,13                      |                          |                          |
|                                                                                   | Karim Moutaouakkil Mouvement 100 %                                             | 25                        | 0,08                      |                          |                          |
|                                                                                   | Khadidjatou Sy Forsans Mouvement des progressistes                             | 13                        | 0,04                      |                          |                          |
| Source : Ministère de l'Intérieur - Quatrième circonscription de la Haute-Garonne |                                                                                |                           |                           |                          |                          |

La suppléante de Mickaël Nogal était Marie-Claire Constans, collaboratrice parlementaire, de Toulouse.

### Élections de 2022
| Résultats des élections législatives des 12 et 19 juin 2022 de la 4e circonscription de la Haute-Garonne |                          |                                            |                          |              |              |             |             |
| Candidat                                                                                                 | Candidat                 | Parti et coalition                         | Nuance                   | Premier tour | Premier tour | Second tour | Second tour |
| Candidat                                                                                                 | Candidat                 | Parti et coalition                         | Nuance                   | Voix         | %            | Voix        | %           |
| | François Piquemal,       | LFI (NUPES)                                | NUP                      | 16 321       | 46,54        | 19 467      | 59,26       |
| | Marie-Claire Constans    | LREM (ENS)                                 | ENS                      | 8 273        | 23,59        | 13 381      | 40,74       |
| | Bertrand Serp            | LR (UDC)                                   | LR                       | 3 084        | 8,80         |             |             |
| | Ewa Sadowski             | RN                                         | RN                       | 2 512        | 7,16         |             |             |
| | Fatiha Agag-Boudjahlat   | MRC (Fédération de la gauche républicaine) | DVG                      | 1 676        | 4,78         |             |             |
| | Arthur Cottrel           | REC                                        | REC                      | 1 447        | 4,13         |             |             |
| | Jacme Delmas             | BO                                         | REG                      | 562          | 1,60         |             |             |
| | Raimon Sabater           | PA                                         | ECO                      | 414          | 1,18         |             |             |
| | Sandrine Lafarge         | SE                                         | DVG                      | 192          | 0,55         |             |             |
| | Anaïs Jalouneix          | AE                                         | DVG                      | 174          | 0,50         |             |             |
| | Patrick Marcireau        | LO                                         | DXG                      | 143          | 0,41         |             |             |
| | Khady-Alberte Sy         | SE                                         | DVG                      | 134          | 0,38         |             |             |
| | Cécile Brandely          | POID                                       | DXG                      | 128          | 0,37         |             |             |
| | Jean-Pierre Carsalade    | SE                                         | DVC                      | 5            | 0,01         |             |             |
| Votes valides                                                                                            | Votes valides            | Votes valides                              | Votes valides            | 35 065       | 98,60        | 32 848      | 95.17       |
| Votes blancs                                                                                             | Votes blancs             | Votes blancs                               | Votes blancs             | 343          | 0,96         | 1143        | 3.31        |
| Votes nuls                                                                                               | Votes nuls               | Votes nuls                                 | Votes nuls               | 156          | 0,44         | 525         | 1.52        |
| Total | Total                    | Total                                      | Total                    | 35 564       | 100          | 34 516      | 100         |
| Abstention                                                                                               | Abstention               | Abstention                                 | Abstention               | 33 016       | 48,14        | 34 077      | 49.68       |
| Inscrits / participation                                                                                 | Inscrits / participation | Inscrits / participation                   | Inscrits / participation | 68 580       | 51,86        | 68 593      | 50.32       |

La suppléante de François Piquemal était Victoria Scampa, attachée parlementaire.

### Élections de 2024
| Candidat                 | Candidat                 | Parti et coalition       | Nuance                   | Premier tour | Premier tour |
| Candidat                 | Candidat                 | Parti et coalition       | Nuance                   | Voix         | %            |
| ------------------------ | ------------------------ | ------------------------ | ------------------------ | ------------ | ------------ |
|                          | François Piquemal        | LFI (NFP)                | UG                       | 25 681       | 53,39        |
|                          | Margaux Pech             | RE (ENS)                 | ENS                      | 12 950       | 26,92        |
|                          | Audrey Larregle          | RN                       | RN                       | 7 531        | 15,66        |
|                          | Jacme Delmas             | BO (PU)                  | DVC                      | 945          | 1,96         |
|                          | Arthur Cottrel           | REC                      | REC                      | 734          | 1,53         |
|                          | Patrick Marcireau        | LO                       | EXG                      | 262          | 0,54         |
|                          | Paul Cazals              | NPA-R                    | EXG                      | 0            | 0,00         |
|                          |                          |                          |                          |              |              |
| Votes valides            | Votes valides            | Votes valides            | Votes valides            | 48 103       | 97,87        |
| Votes blancs             | Votes blancs             | Votes blancs             | Votes blancs             | 650          | 1,32         |
| Votes nuls               | Votes nuls               | Votes nuls               | Votes nuls               | 397          | 0,81         |
| Total                    | Total                    | Total                    | Total                    | 49 150       | 100          |
| Abstention               | Abstention               | Abstention               | Abstention               | 20 810       | 29,75        |
| Inscrits / participation | Inscrits / participation | Inscrits / participation | Inscrits / participation | 69 960       | 70,25        |

La suppléante de François Piquemal est Victoria Scampa.